# Прикордонна охорона Вірменії

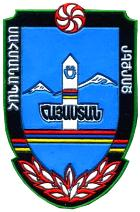
Емблема Прикордонної охорони Вірменії

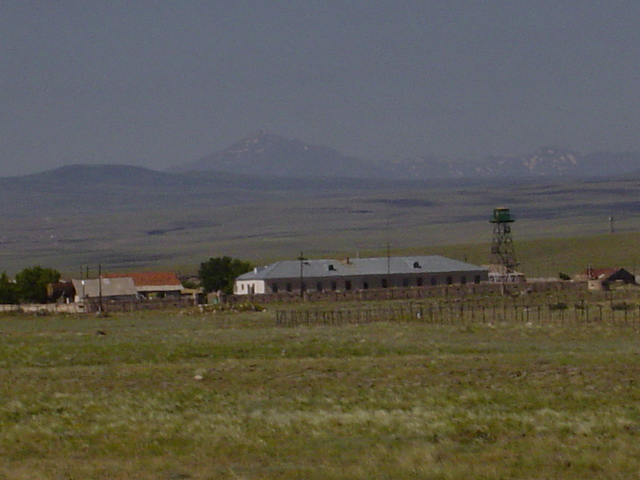
Будівля Прикордонної служби Вірменії на фоні кордону з Туреччиною в марзі Ширак.

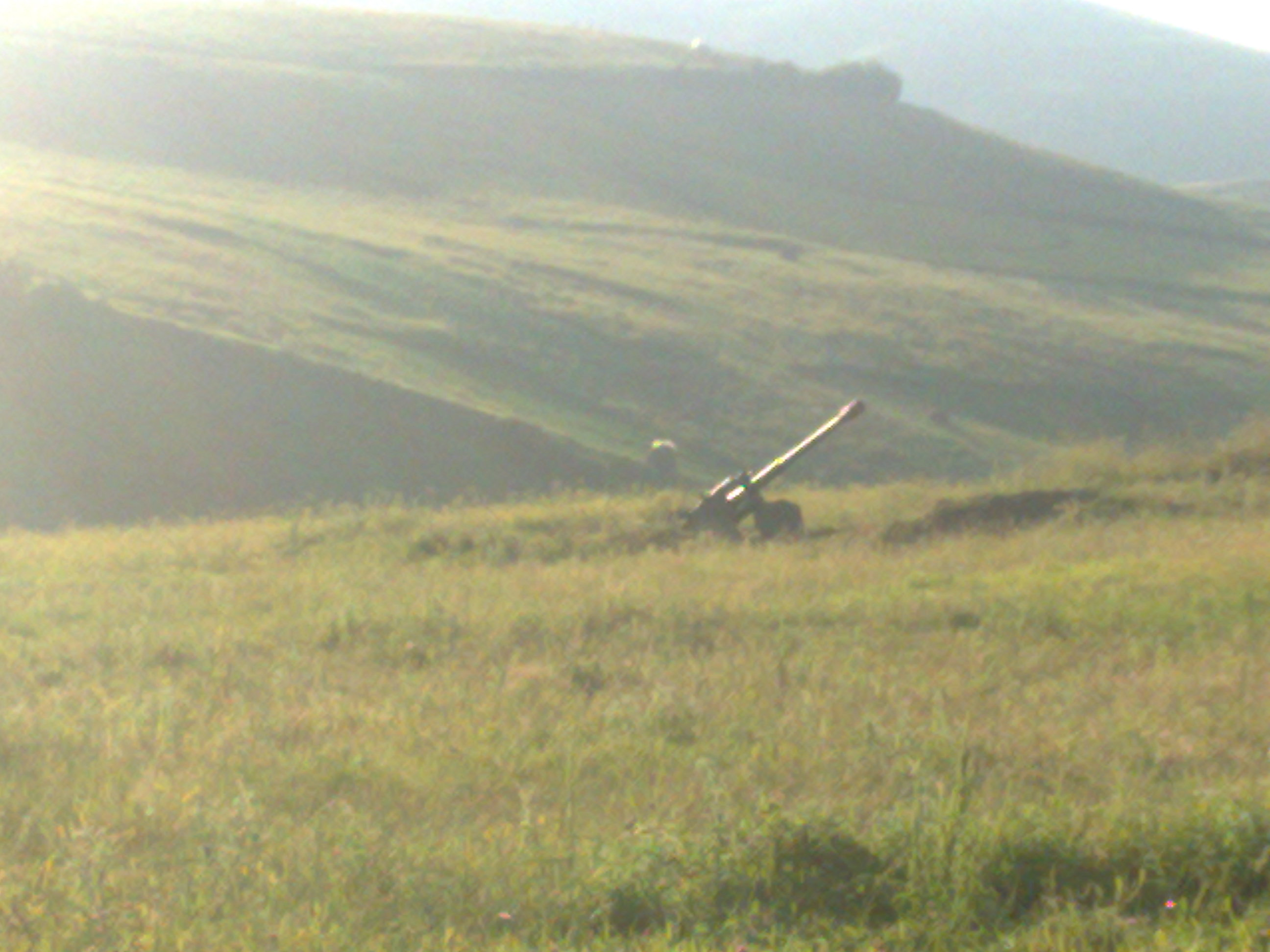
Вірменська артилерія на кордоні з Азербайджаном у марзі Тавуш.

Прикордонна охорона Вірменії (вірм. Հայաստանի Սահմանի Պահակություն) — підрозділ Збройних сил Вірменії, що відповідає за охорону кордонів. Вірменія межує на південному заході та заході з Туреччиною, на півночі з Грузією, на північному сході з Азербайджаном, на сході з Нагірно-Карабаською Республікою, на південному сході з Іраном та на півдні з АР Нахіджеван (Азербайджан).
Міністерство Оборони Вірменії, як і прикордонна охорона, створена 28 січня 1992 року. Вірменські прикордонники охороняють вірмено-грузинський і вірмено-азербайджанський кордон. Вірмено-турецький і вірмено-іранський кордон охороняють російські війська, а кордон з Нагірно-Карабаською Республікою де-факто не охороняється. З 1992 року Вірменія стала членом ОДКБ, яка виступає стримуючим чинником у підтримці миру в регіоні.